# Satanella-Polka
Satanella-Polka (Polka de Satanella) est une polka de Johann Strauss II (op. 124). L'œuvre est créée le 26 janvier 1853 dans la salle Sofienbad à Vienne.

## Durée
Sa durée d'exécution est d'environ 4 minutes et 20 secondes. Elle peut varier selon l'interprétation musicale du chef d'orchestre.

## Histoire
La polka fait suite au succès du ballet Satanella oder Die Metamorphosen, qui est alors joué au Kärntnerthortheater de Vienne avec la participation de la danseuse Marie Taglioni. Le compositeur compose cette polka ainsi que la pièce Satanella-Quadrille (op. 123) à partir des mélodies du ballet.

## Interprétation notable
En 2004, la pièce est jouée lors du célèbre concert du nouvel an à Vienne, sous la direction de Riccardo Muti.